# 清く正しく美しく
『清く正しく美しく』（きよくただしくうつくしく）は、ufotable原作・たあたんちぇっく作画のスポーツ漫画作品。『ジャンプスクエア』（集英社）にて2007年12月号（創刊号）から2008年3月号まで連載、8か月の充電期間を経て、2008年11月から2009年9月まで同誌のホームページにてアニメ漫画形式（VOMICに似て）でWeb連載。

## ストーリー
日本に留学生として、アメリカからやって来た女子高生・上野キッカ。県立星ヶ浜高校で、友達、そしてサッカーと出会うことになる。

## 登場人物

### 主要人物
上野 キッカ（うえの キッカ）
声 - 阿久津加菜
本作の主人公。アメリカのキャロライン高校から県立星ヶ浜高校に留学生としてやって来る。幼少時はアメリカ暮らしをしていたが、母親が日本人と言うこともあって日本の文化を独自で取り入れていたらしく、着物を好み、茶道・習字・合気道の腕前は校長よりも上回るほど。また、アメリカにいたため、英会話も難なくこなす。
サッカー部の監督・くらまるに、智美が送信した退部届けがきっかけで、サッカーを目指すことになるが、鉢田が決めたスケジュールに嫌々ながら従う。しかし、「大和撫子」の意味を知らなかったゴールド生徒の強要な行動がきっかけで、鉢田には懲り懲りな様子を見せ、本格的に目指すことになった。
5月23日生まれ、O型、背番号9
市原 智美（いちはら ともみ）
声 - 喜多村英梨
本作のヒロイン的存在。サッカー部所属。サッカーをやるつもりはないが、別に嫌いというわけではない。足が太くなるという理由でつかさとノンと共に退部届けを出すも、くらまるに却下される。キックは初心者相手にも容赦しない鋭さを持つ。
8月2日生まれ、A型、背番号10
旭山 つかさ（あさひやま つかさ）
声 - 森谷里美
智美の友達でサッカー部の部員。流されやすい性格。
3月20日生まれ、A型、背番号3
大島 紀子（おおしま のりこ）
声 - 五十嵐裕美
智美の友達でサッカー部の部員。通称「のんちゃん」。流されやすい性格。
食いしん坊で伊豆いわく「隙あらば何か食べてるか腹を減らしている」。
10月31日生まれ、A型、背番号5

### サッカー部
くらまる
声 - 高橋英則
サッカー部の顧問。ゴツイ容姿に反して、オネエ言葉で話す。キッカがサッカーを志すきっかけを作った人物。髪型が変わっている。ちなみに、携帯電話の消却音は「ウッフン」。
熱川 潤（あつかわ じゅん）
声 - 中田圭
サッカー部の部員。通称「ボンバー」。アフロヘアーが特徴。
一人称が「わし」だが、幼少時に他界した最愛の曾祖父を忘れないという思いからであるらしい（アフロヘアーもそうらしい）。
10月17日生まれ、AB型、背番号11
豊橋 ミチル（とよはし ミチル）
声 - 岡田栄美
唯一の2年生にして（他は全員1年である）サッカー部のキャプテン。ボーイッシュな容姿をしており、気さくで明るく、鼻息が荒い。
キャプテンなのに影が薄く技術も下っ端でもんじゃ焼きでも出遅れるなど何かと不憫な立ち位置であるが、ここというときはきちんと決める。
9月3日生まれ、O型、背番号8
姫路 ひな（ひめじ ひな）
声 - 塩谷綾子
サッカー部の部員。通称「ヒメ」。料理上手でおしとやかな性格だが、大の男嫌いで男子を相手にするとそのイメージが何もかも崩れ去るほど豹変する。
7月7日生まれ、A型、背番号7
伊豆 陽（いず あきら）
声 - 松田百代
サッカー部の部員。ボーイッシュな容姿で、熱血漢なのだが普段は言動からして完全にオッサンである。
美形顔で肌もきれい、スタイルもいいため女の子らしい格好を刺せるとさすがの美人なのだが、癖毛が強いため今の髪型になっている。
2月3日生まれ、B型、背番号2
羽村 よしの（はむら よしの）
声 - 戸玉久美子
サッカー部の部員。分け髪。俊足で技術もある。
実はオタクで同人娘。
11月8日生まれ、AB型、背番号6
中道 あざみ（なかみち あざみ）
声 - 鈴木陽香
サッカー部の部員。サングラスをかけている。
高いところが大好きで、普段から高いところにいることが多い。
4月9日生まれ、AB型、背番号4
富士 景子（ふじ けいこ）
声 - 日浦静佳
サッカー部の部員。通称「富士山」。ゴールキーパーで、愛称通りの大きな体を活かした絶対的守護神。
その身体に似合わず裁縫が大の得意で、部室のインテリアなどを自作しているほか、部員の服のほつれも直しているが、あまりに几帳面すぎてわずかなほつれですら直したがる。
1月14日生まれ、A型、背番号1

### その他の人物
鉢田（はちた）
キッカを慕うPTAの女性。ゴールド生徒と共にキッカの歓迎会を企画し、キッカを鉢田自身が決めたスケジュールに従わせようとする。しかしそれが仇となり、キッカを懲り懲りさせてしまった。